# USS Gustafson (DE-182)
USS Gustafson (DE-182) là một tàu hộ tống khu trục lớp Cannon từng phục vụ cùng Hải quân Hoa Kỳ trong Chiến tranh Thế giới thứ hai. Nó là chiếc tàu chiến duy nhất của Hải quân Hoa Kỳ được đặt cái tên này, theo tên Đại úy Hải quân Arthur Leonard Gustafson (1913-1942), người từng phục vụ trên tàu khu trục USS Peary (DD-226) và đã tử trận khi Peary bị đánh chìm trong trận ném bom Darwin tại Australia vào ngày 19 tháng 2, 1942. Nó đã phục vụ cho đến khi chiến tranh kết thúc, xuất biên chế năm 1946, rồi được chuyển cho Hải quân Hoàng gia Hà Lan năm 1950, và tiếp tục phục vụ như là chiếc HNLMS Van Ewijk (F.808) cho đến năm 1967. Con tàu được hoàn trả cho Hoa Kỳ và bị tháo dỡ một năm sau đó. Gustafson được tặng thưởng một Ngôi sao Chiến trận do thành tích phục vụ trong Thế Chiến II.

## Thiết kế và chế tạo
Lớp Cannon có thiết kế hầu như tương tự với lớp Buckley dẫn trước; khác biệt chủ yếu là ở hệ thống động lực Kiểu DET (diesel electric tandem). Các động cơ diesel đặt nối tiếp nhau dẫn động máy phát điện để cung cấp điện năng quay trục chân vịt cho con tàu. Động cơ diesel có ưu thế về hiệu suất sử dụng nhiên liệu, giúp cho lớp Cannon cải thiện được tầm xa hoạt động, nhưng đánh đổi lấy tốc độ chậm hơn.
Vũ khí trang bị bao gồm ba pháo 3 in (76 mm)/50 cal trên tháp pháo nòng đơn có thể đối hạm hoặc phòng không, một khẩu đội pháo phòng không Bofors 40 mm nòng đôi và tám pháo phòng không Oerlikon 20 mm. Vũ khí chống ngầm bao gồm một dàn súng cối chống tàu ngầm Hedgehog Mk. 10 (có 24 nòng và mang theo 144 quả đạn); hai đường ray Mk. 9 và tám máy phóng K3 Mk. 6 để thả mìn sâu. Con tàu vẫn giữ lại ba ống phóng ngư lôi Mark 15 21 inch (533 mm). Thủy thủ đoàn đầy đủ bao gồm 15 sĩ quan và 201 thủy thủ.
Gustafson được đặt lườn tại xưởng tàu của hãng Federal Shipbuilding and Drydock Company ở Newark, New Jersey vào ngày 5 tháng 7, 1943. Nó được hạ thủy vào ngày 3 tháng 10, 1943, được đỡ đầu bởi bà Eva Smythe Stevens, vợ góa Đại úy Gustafson, và nhập biên chế cùng Hải quân Hoa Kỳ tại Xưởng hải quân Brooklyn vào ngày 1 tháng 11, 1943 dưới quyền chỉ huy của Hạm trưởng, Trung tá Hải quân Herman Rich.

## Lịch sử hoạt động

### USSGustafson
Sau khi hoàn tất việc chạy thử máy huấn luyện tại khu vực Bermuda, Gustafson tham gia hộ tống một đoàn tàu vận tải đi từ New York đến Galveston, Texas. Đến ngày 20 tháng 2, 1944, nó rời New York trong thành phần tháp tùng để bảo vệ hai tàu sân bay hộ tống trong hành trình đi sang Recife, Brazil, để phục vụ cùng Đệ Tứ hạm đội dưới quyền Phó đô đốc Jonas H. Ingrain. Hạm đội có nhiệm vụ tuần tra chống tàu ngầm U-boat Đức quốc xã tại vùng biển Nam Đại Tây Dương, trong khu vực trải dài từ Trinidad cho đến Nam Mỹ và mở rộng sang bờ biển Tây Phi.
Vào ngày 14 tháng 4, Gustafson lên đường để tuần tra chống tàu ngầm trong thành phần một đội tìm-diệt, vốn được hình thành chung quanh tàu sân bay hộ tống Solomons (CVE-67). Đến ngày 23 tháng 4, nó dò được tín hiệu qua sonar một mục tiêu nghi ngờ là chiếc U-boat U-196, và đã tấn công bằng súng cối chống tàu ngầm Hedgehog nhưng không có kết quả. Sang ngày 15 tháng 6, một máy bay tuần tra xuất phát từ Solomons đã phát hiện một tàu ngầm U-boat Đức di chuyển trên mặt nước tại một vị trí về phía Nam Saint Helena. Sáu máy bay khác từ chiếc tàu sân bay hộ tống đã phát hiện, tấn công và đánh chìm chiếc U-860 ở tọa độ 25°27′N 05°30′T / 25,45°N 5,5°T.
Vào ngày 22 tháng 11, đang khi hộ tống chiếc tàu chở quân General M. C. Meigs (AP-116) đi đến một điểm hẹn giữa đại dương, Gustafson tiếp cận chiếc tàu tuần dương hạng nhẹ Omaha (CL-4) để chuyển tiếp mệnh lệnh, họ đã mắc tai nạn va chạm. Cho dù bị hư hại, cả hai con tàu vẫn hoàn thành nhiệm vụ hộ tống và quay trở lại Bahia, Brazil để sửa chữa tạm thời. Sau đó nó đi lên phía Bắc để quay trở về Hoa Kỳ, đi đến Xưởng hải quân New York vào ngày 21 tháng 12; và trong quá trình sửa chữa và đại tu, con tàu cũng được bổ sung vũ khí và trang bị một Trung tâm Thông tin Tác chiến mới.
Rời New York vào ngày 22 tháng 1, 1945, Gustafson tiến hành huấn luyện ôn tập chống tàu ngầm tại khu vực Key West, Florida; rồi nó hộ tống một đoàn tàu vận tải đi từ Trinidad đến các cảng Nam Mỹ. Nó quay trở về Hoa Kỳ vào tháng 3, và đang có mặt tại Casco Bay, Maine để huấn luyện ôn tập khi nhận được tin tức về việc một chiếc U-boat có mặt trong vịnh Maine, và đã tấn công bằng ngư lôi gây hư hại cho chiếc tàu chở dầu SS Atlantic States tại vị trí phía Bắc Cape Cod vào ngày 5 tháng 4. Chiếc tàu ngầm đối phương đã tấn công sau này được xác định là U-857. Các đơn vị thuộc Đội hộ tống 30 được huy động và đặt dưới sự chỉ huy của Trung tá Tuần duyên Ralph R. Curry để hoạt động truy tìm tàu U-boat đối phương.
Lực lượng bao gồm các tàu frigate tuần tra Knoxville (PF-64) (soái hạm) và Eugene (PF-40) cùng các tàu hộ tống khu trục Gustafson và Micka (DE-176). Vào sáng sớm sáng ngày 7 tháng 4, Gustafson dò được tín hiệu mục tiêu qua sonar tại vùng biển về phía Đông Bắc Cape Cod, và đã tấn công bằng súng cối chống tàu ngầm Hedgehog nhưng không có kết quả. Nó quay lại tấn công lần nữa, và ghi nhận được ít nhất một vụ nổ dưới nước; rồi tiếp tục tấn công thêm bốn lượt Hedgehog nhưng đều không có kết quả. Đến khi trời sáng, thủy thủ đoàn quan sát thấy một vệt dầu loang lớn.
Khi Thế Chiến II chấm dứt, Hải quân Hoa Kỳ đối chiếu với tài liệu thu được từ Hải quân Đức quốc xã, trong đó ghi nhận U-857 bị mất tích vào tháng 4, 1945; vì vậy họ đã ghi nhận cho Gustafson cùng Đội hộ tống 30 chiến công đánh chìm chiếc U-boat này. Tuy nhiên vào tháng 4, 1994, Chi nhánh Lịch sử Hải quân thuộc Bộ quốc phòng Anh đã thu hồi công trạng này, viện dẫn có thể đã tấn công nhầm một mục tiêu không phải là tàu ngầm, và hiện không có một lời giải thích thỏa đáng cho việc U-857 bị mất tích.
Gustafson tiếp tục hoạt động huấn luyện phối hợp cùng tàu ngầm tại New London, Connecticut cho đến ngày 18 tháng 5, khi nó lên đường hộ tống cho một đoàn tàu vận tải đi sang Oran, Algeria. Nó quay trở về Charleston, South Carolina vào ngày 13 tháng 6, và tiếp tục đi đến vịnh Guantánamo, Cuba để huấn luyện ôn tập. Rời Guantánamo vào ngày 24 tháng 7, nó băng qua kênh đào Panama trong ngày 27 tháng 7 để tiếp tục đi đến San Diego, California. Sau khi được tái trang bị và bổ sung thêm vũ khí phòng không, nó rời vùng bờ Tây vào ngày 9 tháng 8 để đi sang khu vực quần đảo Hawaii. Tuy nhiên lúc nó còn đang trên đường đi, Nhật Bản đã chấp nhận đầu hàng vào ngày 15 tháng 8 giúp kết thúc cuộc xung đột.
Từ căn cứ Trân Châu Cảng, Gustafson đảm trách vai trò tuần tra quan trắc thời tiết tại phía Bắc Hawaii, tiếp tục nhiệm vụ này cho đến hết năm 1945. Con tàu quay trở lại San Diego, và băng qua kênh đào Panama vào ngày 27 tháng 1, 1946 để trở về vùng bờ Đông, đi đến Green Cove Springs, Florida. Tại đây Gustafson được cho xuất biên chế vào ngày 26 tháng 6, 1946.

### HNLMSVan Ewijk
Gustafson bị bỏ không trong thành phần dự bị cho đến khi được chuyển cho Hà Lan vào ngày 23 tháng 10, 1950 trong khuôn khổ Chương trình Viện trợ Quân sự. Tên nó được cho rút khỏi danh sách Đăng bạ Hải quân Hoa Kỳ vào ngày 20 tháng 12, 1950.  Nó phục vụ cùng Hải quân Hoàng gia Hà Lan như là chiếc HNLMS Van Ewijk (F808), cho đến khi được hoàn trả cho Hoa Kỳ vào ngày 15 tháng 12, 1967. Con tàu bị bán để tháo dỡ vào tháng 2, 1968.

## Phần thưởng
Gustafson được tặng thưởng một Ngôi sao Chiến trận do thành tích phục vụ trong Thế Chiến II.
|  | Bronze star |

| Dãi băng Hoạt động Tác chiến (truy tặng) | Huân chương Chiến dịch Hoa Kỳ với 1 Ngôi sao Chiến trận | Huân chương Chiến thắng Thế Chiến II |